# Baldomero Barón Rada
Baldomero Barón Rada (Pamplona, 7 de marzo de 1890 - 5 de julio de 1985) fue un escritor, poeta y periodista español cuyas publicaciones firmaba en numerosas ocasiones como Romedobal, una inversión silábica de su nombre.

## Biografía
Era hijo de Mariano Barón Guallar, natural de Zaragoza, y Facunda Rada Iriarte, natural de Tafalla.
Durante su infancia repartía El Eco de Navarra donde empezó, en 1908 a trabajar como tipógrafo. Según la Gran enciclopedia de Navarra «presumía de haber compuesto letra a letra algunas Euskarianas de Campión, que éste le firmó.»
En 1915 participa como promotor del semanario El Pamplonés, un medio preocupado en defender los intereses de los más desfavorecidos usando la crónica satírica para reflejar sus principales problemas. Este semanario desapareció en 1919. En este medio realizó una entrevista a su compañero y amigo Gregorio Angulo Martinena, una de las figuras públicas más relevantes del socialismo navarro durante el primer tercio del siglo XX, y apoyó el indulto de Ramón Bengaray Zabalza que actuó de testigo en su boda.
Ya en 1917 publicó sus primeros Ripios al vuelo en el Diario de Navarra que se seguirían publicando hasta los años 70. Llegó a ser secretario de la Sociedad de Tipógrafos y Similares de Pamplona y delegado de la Sociedad de Obreros Tipógrafos de Pamplona. Por ello participó «en el XV Congreso de la Federación Gráfica Española, que se inició el 17 de septiembre de 1921 en la Casa del Pueblo de Madrid, en el que se discutió el problema de las Internacionales. Siguiendo el mandato de sus camaradas pamploneses, él votó a favor de continuar en la Internacional de Ámsterdam.»
En los años 20 fue director de otros semanarios satíricos como El Irunsheme (entre el 21 de diciembre de 1918 y el 14 de junio de 1919) y ''Claridades'.
Fue redactor del Diario de Navarra desde 1952 hasta su jubilación el 28 de junio de 1974, con 84 años de edad, aunque siguió durante una década con la preparación de secciones diarias como "Medio siglo atrás".
También desarrolló su faceta musical ya que, además de barítono del Orfeón Pamplonés, fue conserje y secretario, además de cronista al dedicarles, con ocasión de dos aniversarios (50 y 75 años), sendos trabajos históricos sobre esta entidad.
Estuvo casado con Juana Irigaray Rey, natural de Ujué, y fueron padres de Miguel Ángel Barón Irigaray.

## Publicaciones
Escribió algunas obras de teatro aunque no todas están publicadas:
- Viejo y soltero.
- Con permiso.
- Vísperas de San Fermín.
- Estampa sanferminera.

Entre sus obras en verso, -aunque con un claro carácter narrativo que lírico- están:
- Desahogos poéticos, Pamplona : Imp. y Lib. de Jesús García, 1925.
- Hogar navarro. Diálogo de costumbres en verso. Pamplona, Imprenta de Jesús García, 1927. Obra estrenada en el Teatro Gayarre de Pamplona el día 5 de enero de 1927.
- Romancero popular navarro, 4 vols., Premio Biblioteca Olave, Pamplona, Imp. y Libr. de Jesús Gracia, 1935, 1937, 1938 y 1941.

Como autor de coplas y textos de himnos cabe destacar en este grupo las letras escritas para composiciones como el Himno de las Margaritas, pieza de Luis Aramayona que formaba parte de la Marcha de Oriamendi y fue declarada canto nacional. o para Pamplona por San Fermín, del maestro Manuel Turrillas con de Baldomero Barón.
Como autor de trabajos en prosa destacan:
- Las fiestas de San Fermín. Reportaje informativo. Bilbao, Ediciones de Conferencias y Ensayos, 1943.
- El Orfeón Pamplonés. Pamplona, col. Navarra. Temas de Cultura Popular nº 23, Diputación Foral de Navarra, Dirección de Turismo, Bibliotecas y Cultura Popular, 1968. ISBN 978-84-235-0213-4 de la 4ª ed. de 1991.
- Joaquín Larregla, compositor. Pamplona,  col. Navarra. Temas de Cultura Popular nº 383, Diputación Foral de Navarra, Dirección de Turismo, Bibliotecas y Cultura Popular, 1981. ISBN 978-84-235-0525-8

Escribió además de una gran cantidad de artículos en diversos medios pero especialmente abundan en la revista Pregón, La Avalancha y Diario de Navarra.

## Premios y reconocimientos
Recibió diversas condecoraciones aunque la más estimada, según sus declaraciones, era la Medalla al Trabajo.
- Sendas Medallas de Plata al Mérito del Trabajo (en 1965) y otra con hojas de roble (1974).
- Medalla de Plata de la Ciudad de Pamplona.
- Miembro de la Hermandad de la Pasión del Señor de Pamplona.
- Caballero Maestre de la Orden de Caballeros del Pilar.
- Miembro de la Corte de Honor de San Fermín.
- Secretario Honorario del Orfeón Pamplonés.
- Socio de Honor y cronista musical de la Sociedad de Conciertos Santa Cecilia en 1981.
- Cronista perpetuo de la Romería de Ujué.
- Socio de Honor del Club Taurino de Pamplona en 1985.

En 1980 el Orfeón Pamplonés le hizo un concierto homenaje.